# Ringin Harjo (Pulau Rimau)
Ringin Harjo is een bestuurslaag in het regentschap Banyuasin van de provincie Zuid-Sumatra, Indonesië. Ringin Harjo telt 1472 inwoners (volkstelling 2010).